# Corchorus urticifolius
Corchorus urticifolius är en malvaväxtart som beskrevs av Robert Wight och Arn.. Corchorus urticifolius ingår i släktet Corchorus och familjen malvaväxter. Inga underarter finns listade i Catalogue of Life.